# ماتئو کالامای
ماتئو کالامای (انگلیسی: Matteo Calamai؛ زادهٔ ۱۰ مارس ۱۹۹۱) بازیکن فوتبال اهل ایتالیا است.
وی همچنین در تیم‌های ملی فوتبال زیر ۱۶ سال ایتالیا، زیر ۱۸ سال ایتالیا، و زیر ۱۹ سال ایتالیا بازی کرده‌است.